# Diaphanosoma excisum
Diaphanosoma excisum är en kräftdjursart som beskrevs av Sars 1885. Diaphanosoma excisum ingår i släktet Diaphanosoma och familjen Sididae. Inga underarter finns listade i Catalogue of Life.